# 일본의 수산업
일본은 전통적인 어업국가로서 자타가 공인하던 일본은 최근 한국·대만 등의 어업기술 향상으로 이미 참치 등 수출수산물의 국제경쟁(코스트경쟁)에서 점차 물러나고 있다. 일본의 수산물 수요는 소득향상에 따른 동물성 단백질식품의 수요증대가 매우 활발히 늘어나고 있다. 
최근의 수산물 국내소비자 가격은 해마다 12% 정도라는 급커브의 앙등을 나타내고 있으며, 도매가격 역시 최근에 이르러서는 공급부족으로 하여 앙등률이 격심하다. 특히 새우·삼치·광어 등 고급 어종을 중심으로 수입이 크게 늘어나 수산물 수입이 수출액의 60%를 넘고 있으며, 각국이 어업전관수역 설정으로 더욱 늘어날 것으로 보인다. 더욱이 일본의 수산물 수출의 달러박스인 연어·송어·참치 등의 수출은 자원감소 현상으로 하락추세에 있어 가까운 장래에 일본은 수산물 수입국으로 전락될 우려가 있다. 
일본의 어업생산량은 1986년의 어업·양식업의 총생산량이(포경량을 제외하고) 1,196만 톤으로, 부분별 생산량을 보면 해면 어획량이 959만 톤이며, 어업별로는 원양어업이 294만 톤이었다. 그러나 1993년에는 812만 톤으로 어업생산량이 크게 감소하고 있다. 1977년에 미국과 소련 등이 200해리의 경제수역을 설정한 이후 일본의 수산업은 큰 타격을 받았고, 특히 북양어장에서의 조업에 제한을 받자 심각한 양상을 보이고 있다. 이 가운데 장래의 중심어업이 될 트롤 어업면에서는 기술혁신의 움직임이 활발해짐에 따라서 근년에 이르러 4,000t급 대형 트로어선이 고도의 장비를 갖추고 잇달아 진수(進水)되었으며, 현재는 5,000t급 트롤선 건조가 대규모 수산회사 사이에서 활기를 띠고 있다. 이들 초대형 어선은 단지 어획뿐 아니라 어획물의 고도가공(高度加工)·냉동식품 가공까지를 일관작업으로 처리하고 있다. 이것은 연안국의 어획규제가 높아가는 추세 속에서 규제없는 공해어장(公海漁場)에서 심해조업(深海操業)을 가능케 할 목적에 따른 포석이기도 하다. 